# رودگور
رودگور یا کلات رودکور روستایی در دهستان میغان بخش مرکزی شهرستان نهبندان استان خراسان جنوبی ایران است. بر پایه سرشماری عمومی نفوس و مسکن در سال ۱۳۹۰ جمعیت این روستا ۲۰۵ نفر (در ۵۶ خانوار) بوده است.